# 스코틀랜드 왕실천문관
스코틀랜드 왕실천문관(-王室天文官, Astronomer Royal for Scotland)은 1995년까지 에든버러 왕립 천문대의 관장에게 주어진 직책이었다. 1995년 이후에는 명예직이다.

## 같이 보기
- 에딘버러 왕립천문대
- 왕실천문관